# Yr (runa)
| Yr               | Yr             | Yr             | Yr       | Yr       | Yr       | Yr       |
| Nome             | Norreno        | Norreno        |          |          |          |          |
| ---------------- | -------------- | -------------- | -------- | -------- | -------- | -------- |
| Nome             | Yr             |                |          |          |          |          |
| Significato      | tasso          | tasso          | tasso    | tasso    | tasso    | tasso    |
| Forma            | Fuþark recente | Fuþark recente |          |          |          |          |
| Forma            |                |                |          |          |          |          |
| Unicode          | ᛦ U+16E6       | ᛧ U+16E7       |          |          |          |          |
| Traslitterazione | ʀ              | ʀ              | ʀ        | ʀ        | ʀ        | ʀ        |
| Trascrizione     | ʀ, Ʀ           | ʀ, Ʀ           | ʀ, Ʀ     | ʀ, Ʀ     | ʀ, Ʀ     | ʀ, Ʀ     |
| IPA              | [ɻ], [r]       | [ɻ], [r]       | [ɻ], [r] | [ɻ], [r] | [ɻ], [r] | [ɻ], [r] |
| Ordine alfab.    | 16             | 16             | 16       | 16       | 16       | 16       |

Yr (in italiano "tasso") è il nome norreno della 16ª runa del fuþark recente (carattere Unicode ᛦ).
Si sviluppò a partire dalla runa algiz quando il Fuþark recente cominciò a sostituirsi all'antico intorno al VII secolo. Il valore fonetico della algiz (la *-z finale proto-germanica del nominativo, derivante dal proto-indoeuropeo *-s) venne modificandosi, diventando in proto-norreno un fonema simile alla /r/, forse un'approssimante retroflessa /ɻ/; in seguito in norreno divenne /r/.
Esistono varie forme di questa runa: oltre alla più comune (ᛦ) esistono anche quella semplificata (ᛧ) e quella islandese (ᛨ); è da notare che la runa calc dell'alfabeto Fuþorc, che ha forma identica (ᛣ) ma è attestata solamente nel Cotton Domitianus A.ix, non è collegata in alcun modo alla yr norrena. La traslitterazione più comune è una r maiuscoletta (da non confondere con l'identico /ʀ/ che indica la vibrante uvulare dell'IPA), rappresentata anche con il simbolo Ʀ.

## Poemi runici
La yr viene menzionata nei poemi runici norvegese ed islandese con il nome di Ýr.
| Poema runico:                                                                          | Traduzione:                                                                        |
| Antico norvegese Ýr er vetrgrønstr viða; vænt er, er brennr, at sviða.                 | Il tasso è il più verde degli alberi in inverno; è solito crepitare quando brucia. |
| Antico islandese Ýr er bendr bogi ok brotgjarnt járn ok fífu fárbauti. arcus ynglingr. | Il tasso è un arco ricurvo e un fragile ferro e il gigante della freccia.          |